# 尹夫人 (曹操)
尹夫人（?—?），姓尹，名不详，东汉末年到三国时曹操的妾室。
尹氏原是东汉末代大将军何进或车骑将军何苗的儿媳妇，其前夫一说名何咸。尹氏为何氏生有一子，即曹魏時期著名玄學家何晏。何咸早逝，尹氏带着幼子何晏生活，大约建安二年、三年间時任司空的曹操在南阳看中她纳为妾室。当时秦宜禄子秦朗也随母杜夫人在曹操家，秦朗和何晏都作为曹操的养子。尹夫人为曹操生下曹矩。
曹魏正始九年（249年），太傅司马懿與大将军曹爽爭權，司马懿發動高平陵之变，杀曹爽。何晏是曹爽的亲信，也被司马懿處死。司马懿派人搜捕何晏的家人。何晏和金乡公主所生的儿子才五、六岁，害怕而躲在尹夫人身后。尹夫人哭着请求饶恕孙子，司马懿于是放过了金乡公主母子。
杨鉴生《何晏丛考》指出，何晏墓在庐江县北，而何进为南阳宛人，如何晏为其孙，不符合当时盛行的归葬习俗。而庐江有朱氏，可能是何苗的籍贯，如何晏为何苗孙，归葬庐江则顺理成章；其父亦应为何苗子，而非何进子。